# Blødt metal - hård valuta
Blødt metal - hård valuta er en dansk dokumentarfilm fra 1957 instrueret af Hagen Hasselbalch og Jesper Tvede.

## Handling
En film om blyklippen i Mestersvig ved Grønlands østkyst.
Fra 1956-1963 var der en bly-zinkmine i Mestersvig. Malmen blev brudt underjordisk i fjeldet Blyklippen.